# Alexander Anchía Vindas
Alexander Anchía Vindas (San José, Costa Rica 15 de julio de 1974)  es un escritor y docente costarricense.

## Biografía
Nació en la ciudad capital, San José centro, y se ha mantenido cercano siempre a los Barrios del Sur de dicha ciudad.
Comenzó a publicar a inicios de la década del 2000, en revistas de letras como el Repertorio Americano Nueva Época y la Revista de Lenguas Modernas de la Universidad de Costa Rica. A partir de esa fecha su carrera ha ido en crecimiento al integrar diversas antologías en varias partes de América Latina, por ejemplo: editorial Río Negro, Apostrofes Ediciones, Diversidad Literaria y Lord Byron. Cultiva principalmente los géneros de relato, microrrelato y poesía.
Ha integrado equipos de editoriales como Dunamis, Azay Art. Ha recibido menciones por su labor literaria de parte del Museo de Altino, Museo de la Palabra y la Asociación de Fiestas Taurinas de San Fermín-España. Sus textos literarios han sido traducidos al rumano, al inglés, al mandarín entre otros. Ha escrito también ensayos y reseñas literarias.
Fue Secretario Nacional de Poetas del Mundo, recibió la mención de Embajador de la Palabra por parte de la Fundación Egidio Serrano y Embajador por el Círculo Universal de la Paz. 
Como docente ha sido profesor universitario en Turismo y profesor de Español como segunda lengua en diversos ámbitos.

## Publicaciones
- Anchía Vindas, Alexander (2013). Puentes inconexos. Mundi Book. ISBN 978-84-941148-6-1. Consultado el 23 de febrero de 2023.
- Anchia, Alexander (2018). Apocalipsis del Testamento de don Sixto La historia de una familia que representa a un país que finaliza y otro que comienza (1. Auflage edición). ISBN 978-613-7-38737-5. OCLC 1187881714. Consultado el 23 de febrero de 2023.
- Relatos Elementales y El Hombre Mundano (poesía, San José. Editorial Eva, 2014).
- Antología de Poesía Grafica (poesía, Iasi, Editorial Rotipo, 2016).
- El Misterio en Ti desperté (poesía, San José, Grafika, 2018).
- Intersección (e-book poesía y relato. Madrid, Diversidad Literaria, 2021).